# Relations entre le Royaume-Uni et la Russie
Les relations entre le Royaume-Uni et la Russie sont des relations internationales s'exerçant entre ces deux pays.

## Avant leXIXesiècle
Le tsar Ivan IV, est le premier tsar à tenter d'ouvrir des relations diplomatiques avec l'Europe Occidentale, et en premier lieu avec l'Angleterre, dans la seconde moitié du XVIe siècle. En 1554, il accorde aux marchands anglais une exemption de toutes taxes, ce commerce en situation de monopole amènera à la fondation du port d'Arkhangelsk. Cependant, les résultats seront mitigés et la parenthèse de l'ouverture à l'Occident se refermera bien vite avec le Temps des troubles.
C'est en 1710, sous le règne de Pierre le Grand, tsar particulièrement tourné vers l'Europe, que la Russie ouvre une ambassade à Londres.

## XIXesiècle

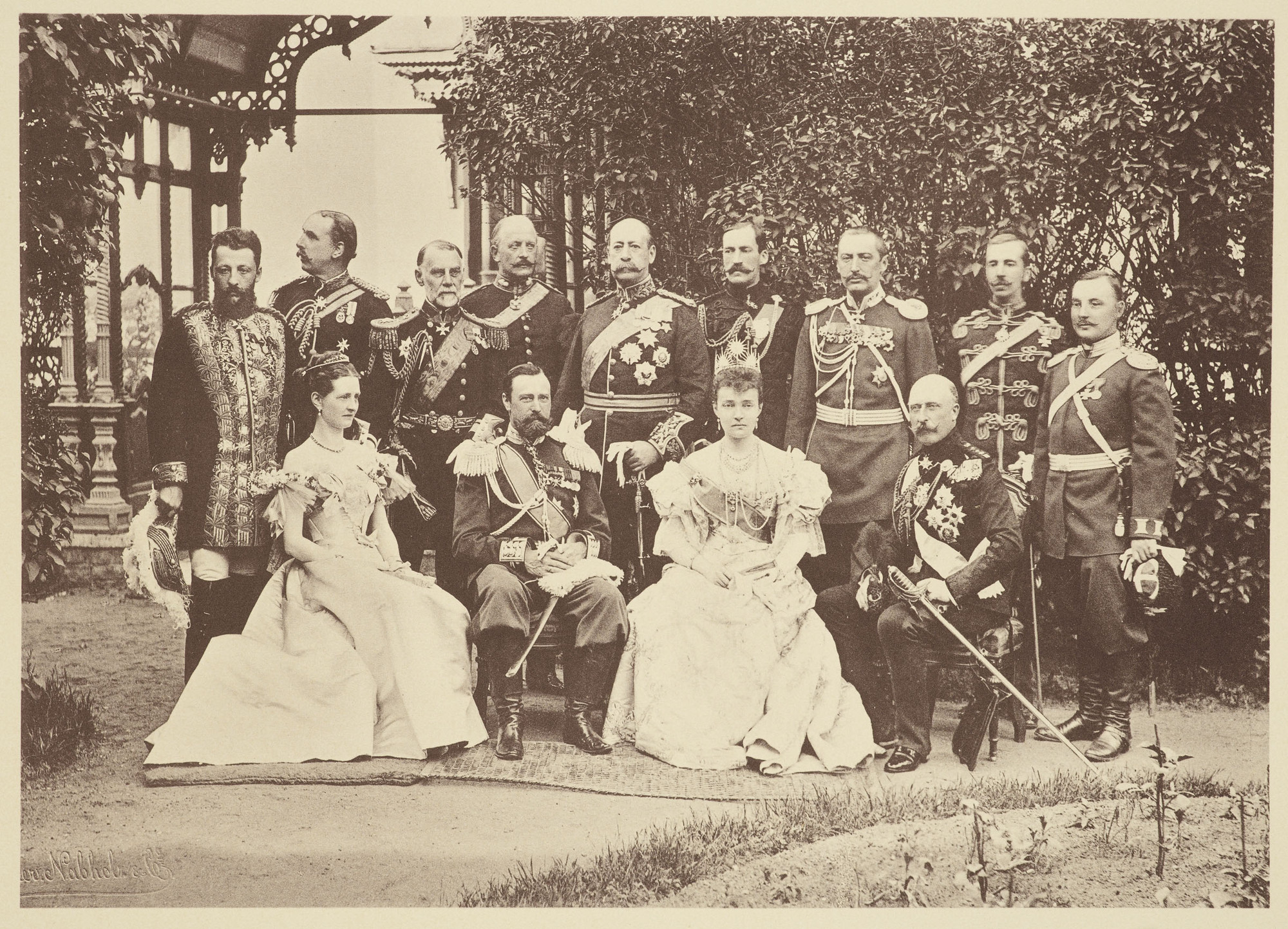
Les représentants britanniques au couronnement de Nicolas II en 1896.

La Russie est particulièrement mal considérée par les élites britanniques au XIXe siècle, période qui voit l'apparition du mot « russophobie » pour désigner à la fois les personnes qui nourrissaient une peur irrationnelle à l’égard de la Russie et celles qui exagéraient consciemment la menace qu’elle représentait.
En 1817, alors que les guerres contre la France ont pris fin depuis peu, la presse britannique soutient que « la principale intention des Russes est d’agrandir leur territoire », tandis que le général Robert Wilson s'emploie à faire connaitre le « testament de Pierre le Grand », qu'il sait pourtant avoir été créé de toutes pièces par la France en 1812 lors de sa guerre contre la Russie. Ce faux document, dans lequel Pierre le Grand prodigue à ses successeurs ses conseils sur l'expansion de l'Empire russe par la conquête du Proche-Orient et de l'Europe de l'Est, est présenté comme un élément central de la politique russe.
Ces tensions sont notamment dues à l'introduction par la Russie d'une nouvelle politique commerciale, d'abord sous le règne d'Alexandre Ier (1801-1825) puis sous celui de Nicolas Ier (1825-1855), visant à encourager le développement de l'industrie nationale par l'adoption de mesures protectionnistes qui freinent les importations en provenance de la Grande-Bretagne.
Les deux pays s'opposent militairement lors de la guerre de Crimée entre 1853 et 1856. En outre, les conquêtes russes dans le Caucase et l'Asie centrale font craindre une invasion de l'Inde, colonisée par Londres. La menace que représentait l'armée russe était néanmoins nettement surestimée.
En 1882, la Russie et l'Angleterre entrent en discussion autour de la frontière Afghane. En 1884, la Commission frontalière Afghane est formée, réunissant du côté britannique le général Peter Lumsden et du côté russe le général Aleksandr Zelenoï. L'objectif russe est de repousser la frontière le plus au sud possible avant sont établissement définitif. L'incident du Panjdeh, au cours duquel les troupes russes attaquent les troupes afghanes autour de l'oasis de Pandjeh, le 30 mars 1885, fait craindre une extension du conflit. Le premier ministre William Ewart Gladstone lève 7,5 millions de livres de crédits militaires auprès de la Chambre des communes pour faire face à la menace russe, mais les tensions s'apaisent dès septembre et le 22 juillet 1887 ; le protocole d'accord final relatif au tracé de la frontière afghane est signé entre Londres et Moscou.

## XXesiècle
Au cours de la guerre russo-japonaise du 8 février 1904 au 5 septembre 1905, la Grande-Bretagne soutient militairement et diplomatiquement le Japon tandis que la France soutient l'Empire russe.
La révolution russe, en 1917, entraîne une nouvelle vague de russophobie au Royaume-Uni. Outre son hostilité au libre-échange, essentiel pour l'économie britannique, le premier État communiste au monde soutient les syndicats ouvriers et les mouvements anticolonialistes. Dans les années 1920, les conservateurs craignent que la subversion et la propagande communistes n'ébranlent les fondations de l'Empire. Le sentiment antirusse se confond alors avec l’anticommunisme.
En janvier 1924, le Parti travailliste arrive pour la première fois au pouvoir et favorise un relatif rapprochement commercial avec l'Union soviétique. Les conservateurs ne cessent alors d'accuser le gouvernement de connivence avec Moscou. À l'approche des élections législatives de 1924, la presse publie une lettre attribuée à Grigori Zinoviev, le président de l'Internationale communiste, qui semble démontrer que l'Union soviétique s’apprête à interférer dans les affaires intérieures britanniques afin de favoriser le Parti travailliste. Il sera plus tard établi que ce document était un faux créé par les services de renseignement (MI6) et visait à déstabiliser les travaillistes. De retour au pouvoir, les conservateurs rompent en 1927 les relations diplomatiques avec Moscou, accusant les Soviétiques d’être à l'origine de l'agitation sociale qui a conduit à la grève générale de 1926, alors que l'effondrement de l'industrie du charbon en est l'élément déclencheur.
Dans les années 1930, les dirigeants conservateurs continuent de tenir l'Union soviétique comme le principal ennemi du Royaume-Uni, malgré la montée en puissance de l'Allemagne nazie.

## XXIesiècle

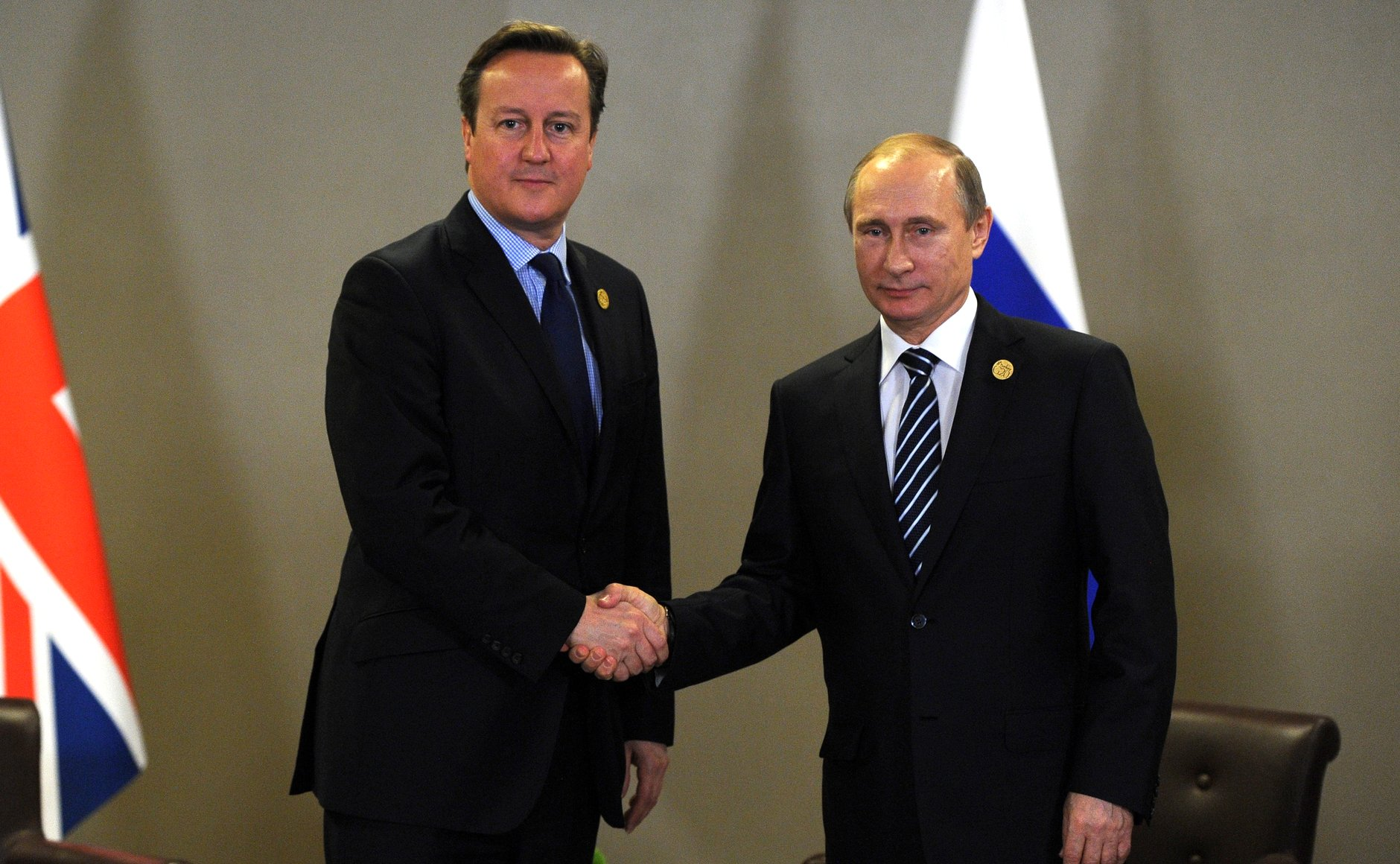
Rencontre entre David Cameron et Vladimir Poutine en 2015.

Le Premier ministre britannique Boris Johnson désigne en 2021 la Russie comme une « menace majeure » et décide d'augmenter de 45 % ses stocks d'ogives nucléaires pour y faire face. L’ambassadeur russe à Londres déplore que les relations russo-britanniques soient « pratiquement mortes ».
Durant l'invasion russe de l'Ukraine en 2022, la tension monte d'un cran entre les deux états, le Royaume-Uni étant un des pays qui soutient le plus l'Ukraine en livraison d'armes, et le gouvernement britannique ne mâchant pas ses mots pour condamner l'invasion russe, les médias menacent à plusieurs reprises les Britanniques et font des simulations de bombardements pour montrer qu'un missile russe suffirait à « rayé » le Royaume-Uni de la surface du globe,.